# Ministerio de Vivienda (El Salvador)
El Ministerio de Vivienda de El Salvador es una institución estatal fue creada el 1 de junio de 2019 por el presidente de la República Nayib Bukele y que está liderada por Michelle Sol.

## Historia
El 8 de mayo de 2019 el entonces Presidente electo Nayib Bukele anunció que crearía el nuevo Ministerio de Vivienda que surgiría de la fusión del Viceministerio de Vivienda (que hasta la fecha estaba adscrito al Ministerio de Obras Públicas y Transporte de El Salvador) y el Fondo Nacional de Vivienda Popular (FONAVIPO).
Nayib Bukele dijo además que el nuevo Ministerio de Vivienda tiene como objetivo principal acabar con la brecha habitacional en El Salvador y dotar de techos dignos a los salvadoreños de escasos recursos.
El 2 de junio de 2019 se constituyó el Ministerio de Vivienda tras el acuerdo n.º 1 del consejo de ministros de la administración 2019-2024.

## Ministra
La titular del Ministerio de Vivienda es Michelle Sol quien fue concejal y alcaldesa del municipio de Nuevo Cuscatlán desde el 2012.